# ساتيا (فلم)
ساتيا هو فيلم جريمة وغموض هندي صدر في عام 1998، وهو من إنتاج وإخراج رام جوبال فارما، ومن تأليف سوراب شوكلا وأنوراج كاشياب. قام ببطولة فيلم ساتيا عدد من نجوم ونجمات بوليوود وهم ج. د. شاكرافارثي، ومانوج باجباي، وأورميلا ماتوندكار، وسوراب شوكلا، وشيفالي شاه. وهو الفيلم الأول من ثلاثية أفلام العصابات التي أخرجها فارما حول الجريمة المنظمة في الهند.
تدور أحداث الفيلم حول ساتيا (شاكرافارثي)، وهو مهاجر يأتي إلى مومباي بحثًا عن وظيفة، ويصادق بيكو ماتري (مانوج باجباي) وينزلق إلى عالم الجريمة في مومباي.
كان فارما في البداية يعتزم أن يقدم فيلم حركة وإثارة، لكنه قرر صنع فيلم يركز على الجريمة بعد مقابلة بعض المجرمين، فأسند إلى أنوراج كاشياب وسوراب شوكلا مهمة كتابة الفيلم، واختار العمل مع ممثلين أقل شهرة. قام كل من فيشال باردواج وسانديب شوتا بتأليف الموسيقى التصويرية والأغاني للفيلم، بينما كتب غولزار كلمات الأغاني. كان جيرارد هوبر قد بدأ في تصوير الفيلم، قبل أن يرحل ويحل محله مازهار كمران. صورت مشاهد الفيلم في مدينة مومباي في الهند بميزانية بلغت حوالي 20 مليون روبية هندية (أي ما يعادل 280 ألف دولارًا أمريكيًا).
صدر فيلم ساتيا في 3 يوليو 1998 وحظي بإشادة النقاد لا سيما لتصويره الواقعي للعالم السفلي في الهند. كما حقق الفيلم نجاحًا تجاريًا كبيرًا، حيث حقق أكثر من 150 مليون روبية هندية (أي ما يعادل 2.1 مليون دولار أمريكي). حصل الفيلم على ست جوائز من فيلم فير، وجائزة الفيلم الوطني. ويعتبر ساتيا أحد أعظم الأفلام في السينما الهندية بحسب أراء نقاد السينما. وصف الناقد السينمائي راجيف ماساند فيلم ساتيا بأنه أحد أكثر الأفلام تأثيراً خلال تسعينيات القرن العشرين. أدى نجاح الفيلم إلى إنتاج العديد من التكميلات مثل فيلم الشركة في عام 2000، وفيلم دي في عام 2002، وأخيرًا الجزء الثاني من فيلم ساتيا في عام 2013 وهو التكملة المباشرة لأحداث الفيلم.

## القصة
يصل ساتيا (ج. د. شاكرافارثي) إلى مدينة مومباي بحثًا عن عمل ويعثر على وظيفة في حانة للرقص، وهناك يقابل جاجا (جيفا) المجرم عديم الذوق الذي يلقي بكأس الويسكي الذي أعده له ساتيا في وجهه. ثم يطلب غون باكيا (سوسانت سينغ) الذي يعمل مع جاجا المال من ساتيا فيرفض ساتيا الدفع ويجرح وجه باكيا بشفرة حلاقة. يخبر باكيا جاجا عن ما فعله ساتيا، فيغضب وينتقم من ساتيا.
يُقتل منتج أفلام على يد بابو (راجيش جوشي) وفيثال مانجريكار (سانجاي ميشرا) بأمر من بيكو ماتري (مانوج باجباي)، وتقبض الشرطة على مانجريكار أثناء محاولته الهرب ويعترف للمفتش خانديلكار (أديتيا سريفاستافا) أثناء الاستجواب بتورط مهاتري ليتم القبض على مهاتري بدوره.
يسخر جاجا من ساتيا عندما يقدم المشروبات له ويتقاتلان، ثم يسجن ساتيا بتهمة القوادة. يقابل مهاتري ساتيا في السجن، ويتقاتلا، فيعجب مهاتري بشجاعة ساتيا ويقرر إحضار المحامي تشاندراكانت مولي (ماكراند ديشباندي) للدفاع عن ساتيا وإطلاق سراحه. يعيش ساتيا بعد إطلاق سراحه في شقة عند كالو ماما (سوراب شوكلا) حيث يلتقي بفيديا (أورميلا ماتوندكار) جارته المغنية الطموحة.
ينفي مانجريكار أي صلة له بمهاتري في المحكمة فيتم إطلاق سراح مهاتري. يطلق ساتيا النار على جاجا في حانة الرقص بمساعدة مهاتري، وينضم إلى عصابة مهاتري. يطلب مالهوترا (ميثيليش شاتورفيدي) عامل البناء الذي يبتزه كالو ماما مقابلته من أجل المال، ويتعرض مهاتري وساتيا والعصابة لكمين، فيعترفوا تحت الاستجواب بالعمل لدى جورو نارايان (راجو مافاني). يرفض المنتج الموسيقى رينوساجار التعاقد مع فيديا في البداية، ثم يتعاقد معها بعد أن يهدده ساتيا. وتصبح فيديا في علاقة رومانسية مع ساتيا.
يصل جورو نارايان إلى مومباي حيث يخطط مهاتري وعصابته لقتله، لكنهم يضطرون التخلي عن خطتهم بناءًا على أوامر من السياسي بهاو ثاكورداس جواول (جوفيند نامديو) الذي يطلب من مهاتري ومن جورو نارايان عدم تعريض حياته المهنية للخطر بحرب العصابات. يوافق مهاتري على مضض، بينما يخبر جورو نارايان بهاو في مكالمة هاتفية إنه يريد قتل ساتيا انتقامًا لمقتل جاجا.
يخبر ساتيا مهاتري أنهم إذا لم يقتلوا جورو نارايان، فسوف يقتلهم، فتقتل عصابة مهاتري جورو نارايان، مما يجعل مهاتري وساتيا في مواجهة مباشرة مع بهاو، إلا أنه يغفر بعد ذلك لمهاتري وعصابته أفعالهم ليستفيد من خدماتهم في الانتخابات. يتم تعيين مفتش شرطة جديد بالمدينة هو أمود شوكلا (باريش روال) بسبب ازدياد معدل الجريمة، حيث تواجه الشرطة مجموعة من المجرمين يكون من بينهم تشاندر خوتي (سنهال دابي) أحد أعضاء عصابة مهاتري. فتطلق العصابة النار على شوكلا لتحذير الشرطة بناءًا على اقتراح من ساتيا. يفوز بهاو في الانتخابات بأغلبية ساحقة بفضل مساعدة مهاتري.
يذهب ساتيا وفيديا معًا إلى السينما، وعندما يخرجان لتناول مشروب أثناء الاستراحة، يقابل باكيا ساتيا فيبلغ الشرطة. وحين يصل المفتش خانديلكار يأمر بإغلاق جميع الأبواب ماعدا باب واحد، للقبض على ساتيا عندما يغادر السينما من خلال الباب الوحيد المفتوح. يطلق ساتيا النار على علبة فارغة على الأرض مما تسبب في تدافع الناس ويتمكن من الهرب مع فيديا التي يخشى أن يفقدها بعد الحادث فيقترح مهاتري نقلهما إلى دبي. ثم يصل مهاتري إلى منزل بهاو في تلك الليلة للاحتفال بفوزه الانتخابي مع كالو ماما، وشاندركانت ميول فيقتله بهاو لعصيان أمره وقتل نارايان. يخبر ساتيا فيديا أن لديه وظيفة في دبي ولكن تصل الشرطة في نفس الوقت فيضطر للفرار. وتعلم فيديا من المفتش حانديلكار أن ساتيا مجرم.
يصل ساتيا إلى مقر إقامة كالو ماما. ويأمر ميول ماما بقتل ساتيا إلا أن ماما يتمرد ويقتل ميول بدلاً من قتل ساتيا، ويذهب الاثنان للانتقام لمقتل مهاتري. يقتل ساتيا بهاو أثناء احتفاله بمهرجان غانيش شاتورثي الهندوسي على الشاطئ، ويصاب أثناء محاولته مغادرته مع ماما. يخطط ماما لمساعدة ساتيا على أن يستقل السفينة إلى دبي، لكن ساتيا يصر على الذهاب إلى منزل فيديا أولًا. فينتظر ماما في السيارة بينما يطرق ساتيا باب منزل فيديا التي ترفض استقبال ساتيا، ويصل المفتش خانديكار بينما هما يتجادلان، فيطلق النار ويقتل ماما. يتمكن ساتيا من تحطيم باب منزل فيديا، لكن يطلق المفتش خانديلكار النار عليه وينهار على بعد بضع بوصات منها ويموت.

## الممثلون
ج. د. شاكرافارثي: في دور ساتيا.
أورميلا ماتوندكار: في دور فيديا.
مانوج باجباي: في دور بيكو مهاتري.
باريش روال: في دور مفتش الشرطة أمود شوكلا.
أديتيا سريفاستافا: في دور المفتش خانديلكار.
سوراب شوكلا: في دور كالو ماما.
جوفيند نامديف: في دور السياسي ثاكورداس جاولي المعروف أيضًا باسم بهاو.
ماكراند ديشباندي: في دور المحامي شاندراكانت ميول.
شيفالي شاه: في دور بياري مهاتري.
راجو مافاني: في دور جورو نارايان.
جيفا: في دور جاجا حيدر أبادي.
أنوبام شيام: في ظهور خاص.
سنهال دابي: في دور تشاندر كريشناكانت خوتي.
بانيرجي: بدور حارس بهاو الشخصي.
راجيش جوشي: في دور بابو.
سوسانت سينغ: في دور جون باكيا عضو عصابة جاجا حيدر أبادي.
صابر ماساني: في دور يدا عضو عصابة بيكو.
ميثيلش شاتورفيدي: في دور عامل البناء مالهوترا.
مانوج باهوا: في دور مالك تابيلا.
سانجاي ميشرا: في دور فيثال مانجريكار.
نيراج فورا: في دور المنتج الموسيقي رونوساجار.
راجيف ميهتا: في دور محامٍ
شيشير شارما: في دور رئيس لجنة التحقيق.
آرون بالي: في دور وزير الداخلية السيد شارما.
أوتكارش مازومدار: في دور والد فيديا.
جيوتسنا كاريكار: في دور والدة فيديا.

## الإنتاج

### تحضيرات الفيلم
أراد المخرج رام جوبال فارما الذي كان مفتونًا بمدينة مومباي العودة إلى صناعة أفلام الإثارة والحركة بعد فترة توقف طويلة. التقى فارما أثناء تحضيره للفيلم ببعض الأشخاص من العالم السفلي وعالم الجريمة والعصابات وأصبح مهتمًا بجانبهم الإنساني. فيقول فارما: 

لقد صُدمت حين فكرت أنني دائمًا ما أسمعُ عن أفراد العصابات هؤلاء فقط عندما يقتلون، أو عندما يتم قتلهم. لكن ماذا يفعلون بينهما؟ كانت هذه هي الفكرة الأولى التي قادتني في النهاية إلى فيلم ساتيا. 

كان المنتج الموسيقي والمغني الهندي جولشان كومار قد قُتل بالرصاص خارج معبد جيتشوار ماهاديف في مومباي في 12 أغسطس 1997. علم فارما بأمر جريمة القتل من جامو سوغاند منتجَ فيلم رانجيلا، حيث أخبر سوغاند فارما أن جولشان استيقظ في حوالي الساعة 7 صباحًا وأخبر المنتج أنه سيلتقي بأحد المطربين في الساعة 8 صباحًا، ثم يقابل صديقًا له في الساعة 8:30، ثم يذهب إلى المعبد الهندوسي ويلتقي به بعد ذلك. ففكر فارما وتساءل: 
إذا استيقظ جولشان في الساعة السابعة صباحًا، ففي أي وقت استيقظ القاتل إذن؟ 
قرر فارما بعد ذلك أن يصنع فيلمًا تدور أحداثه حول رجال العصابات، وكأحد المعجبين بروايات الكاتبة الروسية آين راند أراد فارما وضع هوارد رورك بطل رواية المنبع التي كتبتها آين راند عام 1943 في العالم السفلي.
أراد فارما في البداية أن يجعل الأغاني خارج أحداث الفيلم، ولكن في ذلك الوقت كان من الصعب جدًا إنتاج فيلم بدون أغنية حيث كانت شركات الموسيقى تسيطر تقريبًا على صناعة السينما في الهند، وكان من المستحيل الترويج لفيلم بدون أغاني. كانت القصة الأساسية لفيلم ساتيا موجودة في ذهن فارما، وأسند إلى فيجاي تيندولكار مهمة كتابة حوار الفيلم، حيث كان معجبًا بأعمال تيندولكار، ولا سيما قصة فيلم آرد ساتيا الذي صدر في عام 1983، غير أن تيندولكار لم يستطع المشاركة في العمل على فيلم ساتيا. أسند فارما بعد ذلك مهمة تحرير الفيلم لأبورفا أسراني الذي قام بتحرير المقطع الدعائي لأفلام مثل داود، وبانودايا، والذي أعجب فارما بعمله فعرض فارما على أبورفا منصب تحرير فيلم ساتيا بينما كان عمره تسعة عشر عامًا. أدرج فارما عدة مشاهد من الحياة الواقعية في الفيلم كان من بينها مشهد إهانة مهاتري لأحد أصدقائه المتوفين إذ كيف يمكن أن يموت رجل قوي. كما أخبره أحد أصدقائه أن جاره كان مجرمًا اعتاد أن يحييه كل يوم لكنه لا يستطيع أن يخمن أنه متورط في عالم الجريمة. أحب فارما هذه الزاوية واستخدمها في الفيلم أيضًا. وقال فارما إن الشخصيات في الفيلم كانت في مستوى منخفض للغاية من التسلسل الهرمي للعصابات. أما فيما يتعلق بعنوان الفيلم، فقد ذكر فارما إنه أطلق عليه اسم ساتيا لسببين: كان أحدهما هو تكريمًا لساتيا، والآخر كان فتاة تحمل الاسم نفسه كان فارما يحبها في الكلية ولكنها لم تحبه.

### اختيار الممثلين
كان الممثل المجتهد مانوج باجباي يخوض تجارب أداء دور مساعد باريش راوال في فيلم داود حين سأله فارما عما إذا كان قد شارك في أي عمل سينمائي آخر من قبل، فذكر له باجباي دوره المساند في فيلم بانديت كوين. فقال فارما حين أعجب بأدائه في بانديت كوين إنه يريد أن يمنحه دورًا أكبر، ونصحه بعدم القيام بلعب هذا الدور في فيلم داود. إلا أن باجباي أراد الظهور في الفيلم فوافق فارما. أخبر فارما باجباي بعد انتهاء التصوير أنه نادم على منحه دورًا ثانويًا في الفيلم، ووعده بدور بارز في فيلمه التالي. اقترح باجباي على فارما اسم المؤلف الصاعد أنوراج كاشياب من أجل كتابة السيناريو. أحب فارما فيلم ناريان من أعمال كاشياب واسند إليه كتابة سيناريو فيلم ساتيا. وعلى الرغم من أن كاشياب كان يكتب الفيلم بالفعل، شعر فارما أنه بحاجة إلى كاتب أكثر خبرة فطلب من سوراب شوكلا المشاركة في كتابة الفيلم. كان شوكلا مترددًا في البداية حيث كتب أفلامًا يمكنه إخراجها، فذهب إلى مكتب فارما ليخبره بالرفض، لكن المخرج أخبره أنه يريد أن يزجّ به في الفيلم وأوضح له حبكة الفيلم. فوافق شوكلا بعد ذلك على االمشاركة في الفيلم إذ كان قد تعلق بالرواية، وذهب الاثنان إلى مزرعة فارما في حيدر أباد فكتبوا المسودة الأولى للفيلم في غضون أسبوع واحد دون إجراء بحث، حيث شعر كاشياب أن نفسية رجل العصابات «تشبه إلى حد بعيد أي شخص آخر». لم يكن باجباي قد قابل أبدًا أي رجل عصابات في حياته ولم يكن يجيد التحدث باللغة الماراثية، على الرغم من أنه كان يلعب شخصية ماراثية، ولكنه قرر العمل أولاً على مظهره الخارجي فأنبث لحية وشعرًا مجعدًا، ثم استفاد من اقتراحات خادمته حول كيفية اتقان الفروق الدقيقة في اللهجة الماراثية، وظل يعمل على تكوين الشخصية لمدة ثلاثة أو أربعة أشهر قبل بدء التصوير.
أراد فارما أن يزج بممثلين جدد في الفيلم، فاختار ج. د. شاكرافارثي الذي عمل معه من قبل في فيلم شيفا عام 1990 في دور البطولة. قال شاكرافارثي إنه حاول تقليد فارما أثناء التحضير للدور. كان فارما يعتزم أن يسند دور البطولة في البداية لباجباي، ولكن بعد أن اتضحت الشخصيات لفارما شعر أنه بحاجة إلى شخص أكثر طلاقة في اللغة الهندية لأداء شخصية بيكو مهاتري. ولم يكن تشاكرافارثي يتحدث اللغة الهندية بطلاقة، فلغته الأصلية هي التيلوجوية. كان باجباي غير راضٍ عن القرار لأنه أراد أن يلعب دور البطولة، لكنه وافق على البقاء في الفيلم لأنه لم يكن هناك دور آخر متاح. استوحى باجباي تفاصيل شخصية بيكو مهاتري من شخص من مسقط رأسه كان من مشحعي جيتندرا، وكان يرتدي قمصانًا ملونة وكان سريع الغضب، كما أخذ اللهجة من طباخه الذي كان من كولهابور. وجمع أزياءه الخاصة من بين 25000 زيًا وفرها له الإنتاج. وعندما كان شوكلا وكاشياب يناقشان أسماء شخصيات كي تبدو حقيقية، جاء صبي يُدعى بيكو فقررا استخدام اسمه لشخصية. كان فارما يعتزم في البداية إسناد دور البطلة إلى الممثلة ماهيما تشودري، ولكنه استبدلها فيما بعد بأورميلا ماتوندكار التي كان قد عمل معها من قبل في فيلميه السابقين رانجيلا، وداود. ثم اختار الممثل الصاعد سوسانت سينغ للعب دور أحد أعضاء عصابة مهاتري.

### التصوير

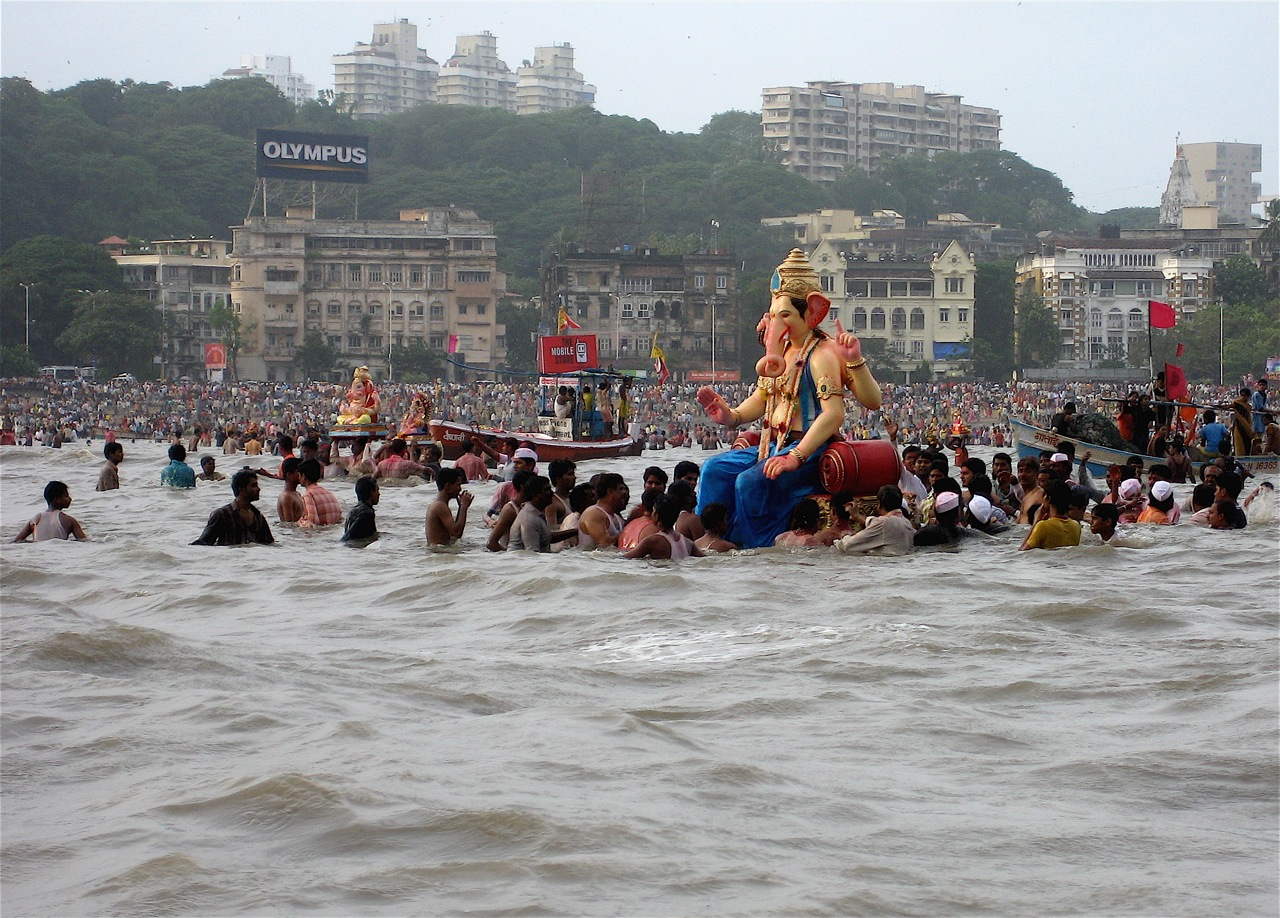
جرى تصوير فيلم ساتيا خلال مهرجان غانيش تشاتورثي في مومباي.

صُور فيلم ساتيا في مدينة مومباي خلال موسم الرياح الموسمية. وكان من المفترض أن ينتهي المشهد الذي جرح فيه تشاكرافارثي وجه سوسانت سينغ عند هذا الحد، لكن فارما نسي أن يأمر بوقف التصوير فقام الممثلين بارتجال بقية المشهد. أعطى فارما المونتاج الافتتاحي للفيلم (مشهد وصول شاكرافارثي إلى المدينة) إلى كاشياب لتصويره، ثم خطط فارما للمشهد وصوره مع المصور السينمائي، فكان المشهد مختلفًا تمامًا عما تخيله كاشياب بسبب قلة خبرته في التصوير. فأمره فارما بإعادة تصويره وعلمه كيفية التواصل مع المصور. حدث ارتجال في العديد من المشاهد في الفيلم التي كان من بينها مشهد وفاة بيكو مهاتري بأكمله.
كان باجباي الذي يُعاني من رهاب المرتفعات متخوفًا أثناء تصوير مشهد لمدة ساعتين حيث كان يقف على حافة منحدر. وقد تم تصوير مشهد الذروة خلال مهرجان غانيش تشاتورثي بمشاركة نحو 500 من الفنانين المبتدئين. صور فارما أغنية «كالو ماما» بنفسه لأن المصور السينمائي كان غائبا في يوم التصوير. وكانت الأغنية في المشهد الأخير من الفيلم مرتجلة إلى حد كبير لأن الممثلين كانوا يشربون. تم تصوير فيلم ساتيا خلال 50 يومًا.
صور المشهد في بداية الفيلم، حيث يقتل مانجريكار وبابو منتجًا سينمائيًا في شارع مزدحم، بعمل محاكاة للشارع داخل الاستوديو مع وضع سيارات متوقفة تابعة لطاقم الفيلم. كان الأمريكي جيرارد هوبر الذي أوصى به كانان آير (كاتب فيلم داود) هو أول مصور سينمائي عمل مع فارما في الفيلم. جاب هوبر مومباي وقام بتصوير المدينة حتى عندما لم يكن من المقرر التصوير. ومع ذلك، لم يستطع تخصيص وقت كافٍ للمشروع واضطر لترك العمل في الفيلم بعد أن كان قد أنهى تصوير ثلاثين بالمائة منه. فأكمل مازهار كمران تصوير بقية الفيلم. تم تصوير الفيلم بحسب رواية شوكلا على شريط سينمائي مع إضاءة منخفضة للغاية وفتحة عدسة منخفضة.

## الموسيقى
قام فيشال باردواج بتأليف الموسيقى التصويرية للفيلم. وقام سانديب شوتا بتأليف موسيقى الخلفية التي صدرت على ملصق ألبوم فينوس وورلد وايد إنترتينمنت في 3 يوليو 1998. يحتوي الألبوم على ستة أغاني. ثم صدرت الموسيقى التصويرية للفيلم، والمكونة من 23 مسارًا كألبوم منفصل في نوفمبر 1998. قام بالغناء في الفيلم المغنون لاتا مانغيشكار وآشا بهوسل وسوريش ودكار ومانو وهاريهاران وبهوبيندر سينغ، بينما كتب غولزار كلمات أغاني الفيلم.

كان فيلم ساتيا هو التعاون الثاني بين جولزار وباردواج. ذكر مقال نشر على صفحات مجلة الهندو عن الموسيقيى التصويرية لفيلم ساتيا قائلًا: 
ومن المثير للاهتمام أن الأفلام الهندية تبدأُ دومًا بالموسيقى التصويرية الأصلية: مثل موسيقى سانديب شوتا لفيلم ساتيل لرام جوبال فارما. 
ووفقًا لموقع ريديف دوت كوم فإن الموسيقى التصويرية لفيلم ساتيا قد أعادت تعريف معايير الموسيقى التصويرية، فترسخ الفيلمُ في ذهن شخصياته. وفي كل مرة يتم فيها إطلاق رصاصة أو تكون هناك لقطات مقرّبة للممثلين، يمكن للمرء أن يسمع الموسيقى المؤلمة والتي كان لها تأثير السحر على الجمهور.

## العرض
عرضت النسخة الخام من فيلم ساتيا لأول مرة عرضًا تجريبيًا على 60 شخصًا في مسرح ديمبل في ضاحية باندرا بمدينة مومباي. وكانت ردود الأفعال سلبية حيث اعتقد الجمهور أن الفيلم يدعو إلى الانحراف واللاأخلاقية، فأعيد تصوير بعض أجزاء النصف الثاني من الفيلم. صدر فيلم ساتيا لأول مرة في دور العرض في الهند في 3 يوليو 1998 بحيث تحصل دور العرض على نسبة من عائدات الفيلم وبذلك لن يخسر الموزعون أموالهم. استهدف الفيلم جمهورًا حضريًا، كما صدرت منه نسخًا مدبلجة بلغات التيلوجو والتاميل في أسواقهم الإقليمية، ثم تمت دبلجته باللغة الإنجليزية لعرضه في مهرجانات الأفلام الدولية، حيث قام الممثل الهندي فيفيك أوبيروي بأداء الدبلجة لإحدى الشخصيات باللغة الإنجليزية. كان ساتيا جزءًا من قسم البانوراما الهندية في مهرجان السينما الدولي لعام 1998 في الهند.
ظل المجلس المركزي لتصديق الأفلام يصف ساتيا بالفيلم العنيف الذي يتسم بلهجته القوية، وصنف أعضاؤه بعض مشاهد الفيلم ضمن التصنيف أ (للبالغين فقط)، دون أي اعتراض من المجلس على السماح بالعرض. حصلت قناة ستار بلس على حقوق بث الفيلم عبر الأقمار الصناعية، وامت بعرضه في 26 ديسمبر 1998 بالتزامن مع دور العرض. حضر العديد من الممثلين وطاقم العمل العرض الأول للفيلم في دار سينما إيروس، حيث لاقي الفيلم ردود أفعال إيجابية من الجمهور. صدرت النسخة الرقمية من الفيلم لأقراص دي في دي في 22 سبتمبر 2006.

## الاستقبال النقدي
لاقى فيلم ساتيا عقب عرضه الافتتاحي استحسان النقاد السينمائيين. فكتبت شوبا دي في مراجعتها عن الفيلم:
"يتحدث فيلم ساتيا بلغة الشوارع الخشنة، والفجة، الوحشية. ومع ذلك، تجده لا يسيء لمشاعرك. لقد وصف بدقة تلك الوحشية التي أصبحت واقعنا اليومي كما كشف أيضًا بكل أسف عن عبثية حروب العصابات.
كما كتب المخرج الهندي خالد محمد في مراجعته للفيلم:
ساتيا فيلم شجاع ومثير، ينبه ويصرخ، لن يشاهده أحد حتى نهايته دون ان يستفز أو يتأثر.
قالت الناقدة السينمائية الهندية أنوباما تشوبرا عن فيلم ساتيا:
لقد حطم المخرج المتمرد جميع قواعد بوليوود هذه المرة، ففيلم ساتيا هو بمثابة درس في الجماليات المتكاملة، كما يملك حسًا واقعيًا بالتأكيد ووتيرة قوية.
كتب سوبارن فيرما على موقع ريديف دوت كوم:
يعتبر فيلم ساتيا تتويجًا لجل أعمال رام جوبال فارما حتى الآن. حيث تتمتع شخصيات الفيلم بقوة وغضب شيفا، وقد جاءت علاقة أورميلا وشاكرافاثي كنسخة مضبوطة بشكل أفضل مما فعله في فيلمه دروي.
كانت ردود الأفعال التي تلت عرض الفيلم بسنوات عديدة أيضًا إيجابية، حيث كتب جاي أرجون سينغ:
لقد حطَّم رام جوبال فارما أذواق الأفلام معه مخترعًا لغة جديدة، ويعتبر فيلم ساتيا هو فيلم العصابات الهندي المفضل لدي.
كما وصف رجا سين الذي قيم الفيلم ومنحه خمسة درجات من خمسة فيلم ساتيا قائلًا:
رحلة عميقة بين صفوف عالم الجريمة في مومباي، وهو فيلم أثَّر في كل فيلم من أفلام العصابات بعده، وفيلم توفرت فيه جميع العناصر المطلوبة، الشخصيات والموسيقى والتصوير السينمائي، لقد اجتمعت كلها معًا بشكل لا يُنسى حقًا.
كتبت سكينة فارما بعد مضي عشرين عامًا من عرض الفيلم:
قدم تصوير فيلم ساتيا في لوحة زرقاء بنية والتركيبات الذكية مزيجًا من زوايا الكاميرا الرائعة، والمشهد اليدوي واللقطات الطويلة والإضاءة التي تلتقطُ التعقيد الخانق والمتضارب وتُبرز عواطف شخصياتها.

## الإيرادات
حقق الفيلم الذي بلغت ميزانيته حوالي 20 مليون روبية (أي ما يعادل 280000 دولارًا أمريكيًا) عائدات من شباك التذاكر قدرت بحوالي 150 مليون روبية (ما يعادل حوالي 2.1 مليون دولارًا أمريكيًا). كما حقق نجاحًا قياسيًا في مدينة مومباي حيث حيث بلغ معدل الإشغال في الأسبوع الأول 85 بالمائة من دور العرض، وحصد في الأسبوع الأول فقط أرباحًا قدرت بحوالي 15 مليون روبية (ما يعادل 210 ألف دولارًا أمريكيًا). كما حصل ساتيا على 2.4 مليون روبية من خلال خمسة عشر شاشة في أسبوع واحد من العرض في ولايتي دلهي وأوتار براديش، كما استفادَ الفيلم من حكومة ولاية ماهاراشترا بسبب الإعفاء الضريبي على صناعة الترفيه. حصد الفيلم حوالي 12.7 مليون روبية (ما يعادل 180 ألف دولارًا أمريكيًا) في أسبوعه الثاني، ثمّ واصل تحقيق المزيد من الأرباح، وبلغ بمعدل إشغال دور العرض 97 بالمائة في الأسبوع الثالث. عُرض ساتيا لمدة أحد عشر أسبوعا حقق خلالها أرباحًا قدرت بحوالي 32.7 مليون روبية (460 ألف دولارًا أمريكيًا) من العرض في مومباي كانت حوالي 65 في المائة منها في ضواحي مومباي، وما يزيد عن 90 مليون روبية (ما يعادل 1.3 مليون دولار أمريكي) في المدينة. أُعلن نجاح الفيلم في شباك التذاكر، وكان أحد الأفلام الهندية الأكثر ربحًا في عام 1998.

## الجوائز
حصل فيلم ساتيا على عددٍ من الجوائز حيثُ حصل رام جوبال فارما على جائزة بيمال روي التذكارية لأفضل إخراج سينمائي. كما فاز بستة جوائز في مهرجان جوائز فيلم فير من بينها جوائز النقاد الثلاثة: جائزة أفضل فيلم، وجائزة أفضل ممثل (التي حصل عليها باجباي)، وجائزة أفضل ممثلة (التي حصلت عليها شاه). وحصل كل من أبورفا أسراني، وبانودايا على جائزة أفضل تحرير، وجائزة أفضل تسجيل صوتي، وأفضل موسيقى تصويرية حصل عليها سريدهار وسانديب شوتا على التوالي. تم ترشيح أورميلا ماتوندكار لجائزة فيلم فير لأفضل ممثلة.
حصل الفيلمُ أيضًا على أربع جوائز شاشة من بينها جائزة أفضل ممثل مساند التي فاز بها باجباي، وجائزة أفضل ممثلة مساندة التي فازت بها شاه، وجائزة أفضل سيناريو التي فاز بها كل من شوكلا وكاشياب، وجائزة لجنة التحكيم الخاصة وفاز بها بطل الفيلم ج. د. شاكرافارثي، كما حصل باجباي على جائزة الفيلم الوطني لأفضل ممثل مساند.

## التحليل
تميز فيلم ساتيا بتصويره الواقعي للعالم السفلي وعالم الجريمة في مدينة مومباي، وعلى الرغم من ذلك نفى فارما في كثير من الأحيان أن أفلامه تمجد الجريمة. كتب الناقد السينمائي عمر أحمد في كتابه «دراسة في السينما الهندية» أنه على عكس أفلام الجريمة الأمريكية حيث يقاس النجاح بتراكم الثروة، فإن فيلم ساتيا يدور حول بقاء الفرد. ووصف عمر أحمد الفيلم بأنه «فيلم عصابات ما بعد الحداثة».  تظل خلفية شخصية البطل غامضة طوال الفيلم، كما يظل موقعه وشخصيات أخرى في المدينة غير محددة. وكتب رانجاني مازومدار في كتابه سينما بومباي: أرشيف المدينة أن فيلم ساتيا الذي تدور أحداثه في مدينة مومباي يشبه فيلمًا وثائقيًا يحكي عن حرب العصابات في الهند.
كتب أميتافا كومار في كتابه «الغداء مع بيغوت» أن فيلم ساتيا قد أثار أكثر مما تثيره البنادق حينما تطلق رصاصها. كما قارن مؤلفو «تحديد موقع التغيير الثقافي: النظرية والطريقة» شخصيات شوكلا وخانديلكار بمفتش شرطة مومباي السابق راكيش ماريا. اتخذ فارما من فيلم «إز رات كي سوباه ناهين» الذي صدر في عام 1996 لسودير ميشرا نقطة مرجعية لفيلمه ساتيا.

## التقييم
يعتبر العديد من النقاد فيلم ساتيا تحفة سينمائية حديثة، وواحدًا من أفضل الأفلام الهندية في تسعينيات القرن العشرين. لقد حقق الفيلم مكانة كبيرة، ويُشار إليه كواحد من أفضل أفلام العصابات الهندية لتصويره الواقعي للعنف،  بل قيل إنه مهد الطريق لأفلام العصابات المستقبلية. وصف الناقد راجيف ماساند فيلم ساتيا مقارنةً بفيلم كونتراكت الذي قدمه فارما عام 2008، بأنه أحد أكثر الأفلام تأثيرًا في السنوات العشر الماضية. قدم الفيلم نوعًا جديدًا بل نوعًا مختلفًا من فيلم نوار والذي أطلق عليه اسم «مومباي نوار». كان ساتيا فيلمًا رائعًا لمانوج باجباي، وأرجع الممثل الهندي كاي كاي مينون الفضل إلى دوره كنقطة تحول لممثلي الأسلوب الآخرين قائلًا:
لولا أداء مانوج الرائع في ساتيا، ربما لا يزال الممثلون مثل عرفان خان وأنا في انتظار القبول. لقد فتح مانوج لنا الأبواب.
اعتُبر دور بيكو مهاتري واحدًا من أكثر الأدوار التي لا تنسى في السينما الهندية. وقد وضع المخرج كاران جوهر ساتيا في قائمته للأفلام الـ 11 التي غيرت شكل بوليوود للأبد، واصفًا إياه بأنه ببساطة أم جميع أفلام العالم السفلي.

قام المخرج والملحن الموسيقي فيشال بهاردواج بعد عرض الفيلم بتسمية الاستوديو الخاص به ساتيا ستوديو، كما قال الكاتب أنوراغ كاشياب عن الفيلم:
تعلمت كل شيء عن الأفلام أثناء العمل مع فارما في فيلم ساتيا، وما زلت أفكر في أفلامي ما تعلمته أثناء صنع الفيلم.
قال ميجنا جولزار إنه في أغنية كالو ماما، كان يشمُّ رائحة البيرة في أنفاس الشخصية. دفع الفيلم أيضًا مسيرة المحرر أبورفا أسراني حيث كان أول فيلم له. يُنسب إلى ساتيا أيضًا الفضل في ترسيخ اتجاه جدبد لصناعة الأفلام الهندية بدون نجوم كبار، وبمفاهيم عالية، وبميزانيات منخفضة. أخبر الممثل الهندي شاروخان بعد مشاهدة الفيلم شاكرافاثي أنه إذا كان يريد إفساد هذا الفيلم، فعليه أن يمنحه دوره ليلعبه بدلًا منه، فيما أثنى أميتاب باتشان على كاشياب. استشهد المخرج البريطاني داني بويل بفيلم ساتيا كمصدر إلهام له في فيلم المليونير المتشرد حيث يقول:
صور لنا ساتيا العالم السفلي في مومباي، وصور لنا الوحشية والعنف في المناطق الحضرية.
كان ساتيا ضمن قائمة شبكة سي إن إن لعام 2013 لأعظم 100 فيلم هندي في كل العصور، كما جاء ضمن سلسلة أفضل 100 فيلم رُسّح لجائزة فير، وضمن قائمة أكثر 70 فيلمًا أيقونيًا في تاريخ الهند منذ استقلالها. صنفت راشيل دواير فيلم ساتيا أيضًا ضمن أفضل 100 فيلم بوليوودي حيث وصفته بأنه تحفة، كما اعتبرتهُ الناقدة والمؤلفة شبرا جوبتا واحدًا من أفضل خمسين فيلمًا غيرت وحه بوليوود في الفترة ما بين عامي 1995-2015.

## الأجزاء اللاحقة
كان ساتيا أول فيلم من سلسلة أفلام عصابات فارما. تلاه فيلمان آخران هما فيلم الشركة الذي صدر في عام 2002 من بطولة موهانلال، مانيشا كويرالا، فيفيك أوبيروي وأجاي ديفجن وقد كان مبنيًا بشكل فضفاض على شركة دي لداود إبراهيم وحصل على تقييمات إيجابية.، ثم فيلم دي الذي صدر في عام 2005 من بطولة رانديب هودا وإنتاج فارما أيضًا لكنّه كان أقل نجاحًا من سابقيه. ، ثم فيلم ساتيا 2 الذي صدر في عام 2013.والذي حقَّقَ فشلاً تجاريًا ذريعًا، وقال عنه سايبال شاترجي:
من الواضح أن فيلم ساتيا ملحمة الأسلحة والعصابات المطلقة لم يكن بحاجة إلى إعادة تفسير أو تكملة.